# Procureur général du Bangladesh
Le procureur général du Bangladesh est le principal conseiller juridique du gouvernement bangladais et son principal avocat à la Cour suprême du Bangladesh. Le procureur général est généralement un avocat ancien, très respecté, et est nommé par le gouvernement en place. En 2021, AM Amin Uddin est l'actuel et 16e procureur général du Bangladesh. Le procureur général est le président d'office du Conseil du barreau du Bangladesh et, par conséquent, il remplit les fonctions qui lui incombent. Il est habilité à participer à tout renvoi à la Cour suprême du Bangladesh effectué par le président en vertu de l'article 106 de la Constitution et peut exprimer sa propre opinion,. Dans certaines juridictions, il peut en outre avoir la responsabilité exécutive de l'application de la loi ou la responsabilité des poursuites publiques. Le terme est utilisé pour désigner toute personne qui détient une procuration générale pour représenter un mandant dans toutes les affaires. Dans la tradition de la common law, toute personne qui représente l'État, en particulier dans les poursuites pénales, est un tel procureur. Bien qu'un gouvernement puisse désigner un fonctionnaire comme procureur général permanent, toute personne qui représente l'État de la même manière est désignée comme telle, même si ce n'est que pour une affaire particulière.
Contrairement à l'Attorney General des États-Unis, le procureur général du Bangladesh n'a aucun pouvoir exécutif et n'est pas une personne nommée par le pouvoir politique ; ces fonctions sont exercées par le ministre de la justice. Le procureur général est assisté par plusieurs procureurs généraux supplémentaires, procureurs généraux adjoints et procureurs généraux assistants.
Selon la constitution du Bangladesh (partie IV, chapitre V), le Président doit nommer une personne qui est qualifiée pour être nommée en tant que juge de la Cour suprême pour être procureur général pour le Bangladesh. Il doit remplir les fonctions qui lui sont confiées par le Président. Dans l'exercice de ses fonctions, il a le droit d'audience dans tous les tribunaux du Bangladesh, il reste en fonction pendant la durée du mandat du Président, et reçoit la rémunération que le Président peut déterminer.
| N° | Nom                       | Début        | Fin            |
| -- | ------------------------- | ------------ | -------------- |
| 1  | M. H. Khandaker           |              |                |
| 2  | Faqueer Shahabuddin Ahmad | 1972         | 1976           |
| 3  | Syed Ishtiaq Ahmed        | 1976         |                |
| 4  | Mustafa Kamal             | 1977         |                |
| 5  | Rafique Ul Huq            | avril 1990   | décembre 1990  |
| 6  | Aminul Haque              | 1991         | 1994           |
| 7  | K. S. Nabi                | 1996         | 1998           |
| 8  | Mahmudul Islam            | 1998         | 2001           |
| 9  | A. F. Hassan Ariff        | octobre 2001 | avril 2005     |
| 10 | A. J. Mohammad Ali        | avril 2005   | janvier 2007   |
| 11 | Fida M. Kamal             | janvier 2007 | juillet 2008   |
| 12 | Salahuddin Ahmad          | juillet 2008 | janvier 2009   |
| 13 | Mahbubey Alam             | janvier 2009 | septembre 2020 |
| 14 | AM Amin Uddin             | octobre 2020 | présent        |